# Смолян
Смо́лян (болг. Смолян) — місто, адміністративний центр общини Смолян і Смолянської області, Болгарія. Населення становить 32 840 осіб.
Розташоване в Переліцько-Преспанській частині Західних Родопів на відносно великій висоті — 1035 м.
Місто було утворене 18 червня 1960 року, об'єднанням міст Смолян і Устово, і сіл Райкова і Єзерово.
За даними НСІ станом на 31.12.2016 р. населення становить 28160 осіб (найменший обласний центр Болгарії за кількістю населення).
Смолян є одним з найдовших міст Болгарії — близько 25 км, завдяки лінійному будівництву вздовж річки Черна.

## Географія
Місто Смолян розташоване в центральній частині масиву Родопи Південної Болгарії, за 104 км на південь від Пловдива і 98 км на захід від м. Кирджалі.
Воно займає більшу частину долини річки Черна. На двох берегах річки в напрямку захід-схід розташовані три великі квартали — Смолян, Райково і Устово.

### Клімат
Смолян знаходиться у зоні, котра характеризується вологим континентальним кліматом з теплим літом. Найтепліший місяць — серпень із середньою температурою 18.3 °C (65 °F). Найхолодніший місяць — січень, із середньою температурою -1.7 °С (29 °F).
| Клімат Смоляна          | Клімат Смоляна | Клімат Смоляна | Клімат Смоляна | Клімат Смоляна | Клімат Смоляна | Клімат Смоляна | Клімат Смоляна | Клімат Смоляна | Клімат Смоляна | Клімат Смоляна | Клімат Смоляна | Клімат Смоляна | Клімат Смоляна |
| Показник                | Січ.           | Лют.           | Бер.           | Квіт.          | Трав.          | Черв.          | Лип.           | Серп.          | Вер.           | Жовт.          | Лист.          | Груд.          | Рік            |
| Абсолютний максимум, °C | 16             | 16             | 18             | 25             | 25             | 27             | 30             | 33             | 31             | 27             | 21             | 16             | 33             |
| Середній максимум, °C   | 2              | 2              | 6              | 11             | 16             | 19             | 22             | 23             | 20             | 14             | 10             | 4              | 12             |
| Середня температура, °C | −1             | −1             | 2              | 7              | 11             | 14             | 17             | 17             | 14             | 10             | 6              | 1              | 7              |
| Середній мінімум, °C    | −5             | −5             | −1             | 3              | 7              | 10             | 12             | 12             | 8              | 6              | 2              | −2             | 3              |
| Абсолютний мінімум, °C  | −25            | −22            | −12            | −3             | 0              | 0              | 7              | 5              | 0              | −3             | −13            | −17            | −25            |
| Норма опадів, мм        | 80             | 70             | 90             | 90             | 200            | 100            | 80             | 30             | 10             | 90             | 180            | 210            | 1290           |
| Днів з дощем            | 8              | 6              | 6              | 6              | 10             | 8              | 6              | 2              | 1              | 6              | 6              | 9              | 81             |
| Вологість повітря, %    | 72             | 74             | 69             | 70             | 70             | 69             | 66             | 57             | 62             | 74             | 72             | 77             | 69             |
| ----------------------- | -------------- | -------------- | -------------- | -------------- | -------------- | -------------- | -------------- | -------------- | -------------- | -------------- | -------------- | -------------- | -------------- |
| Джерело: Weatherbase    |                |                |                |                |                |                |                |                |                |                |                |                |                |

## Історія

### Античність і середньовіччя

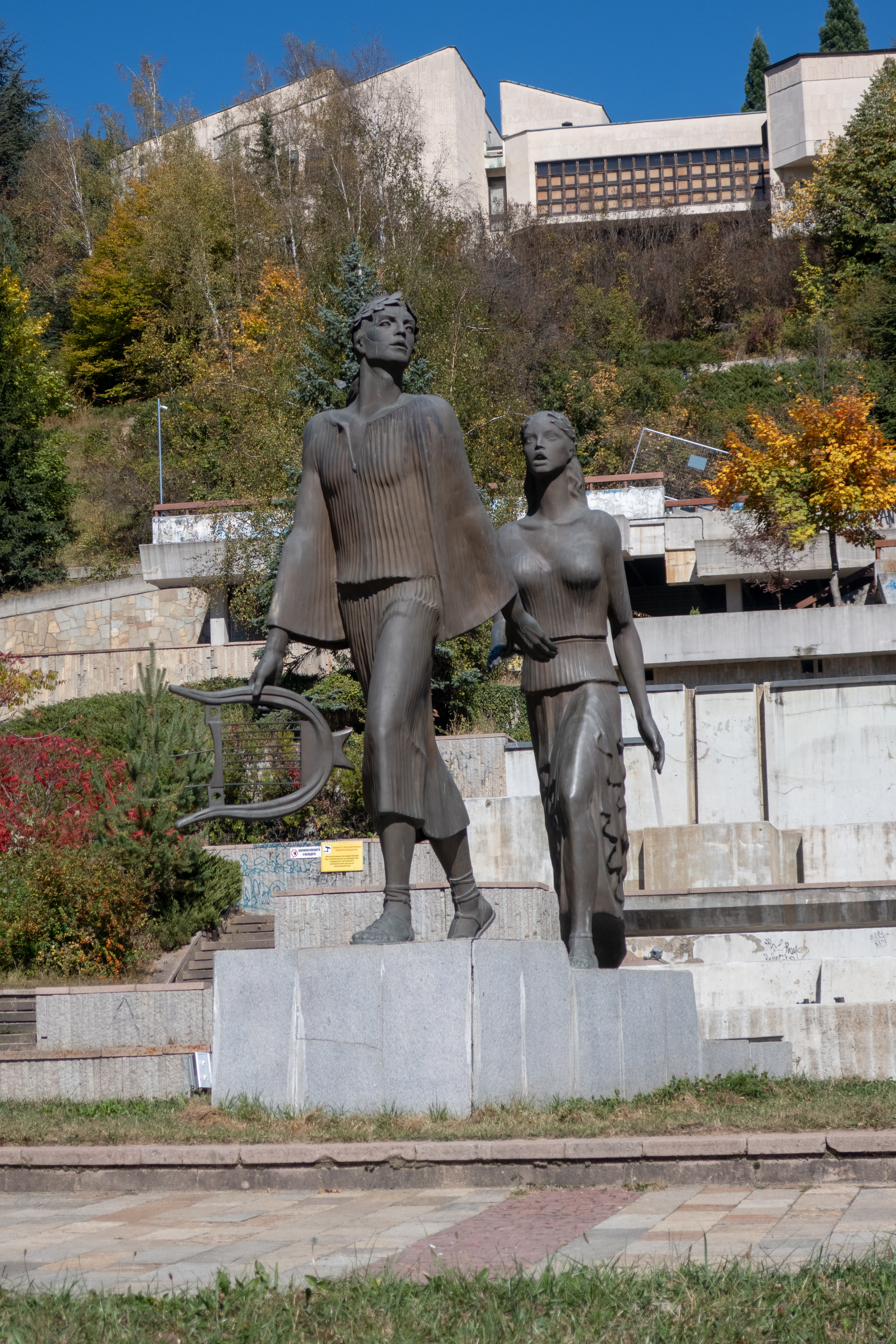
Статуя Орфей та Евридіка

Назва Смоляни походить від слов'янського племені смоляни, що населяли цей регіон. Вважається, що походження села датується глибокою давниною. Воно мало назви Єзерово, Аху Челебі , Пашмаклі і т. д. За давньогрецьким істориком Геродотом цей край був заселений фракійцями близько 2500-3000 років до початку нашої хронології.
Давньогрецькі джерела свідчать про те, що родопське святилище Діонісія було побудовано на високому піку Зілмісос. Ця область також пов'язана з перебуванням Орфея.
У місцевості «Могілата» знайдені залишки пізнього християнського комплексу, що використовувалися в V—VII ст., включаючи базиліку і господарські будівлі.

### Османський період

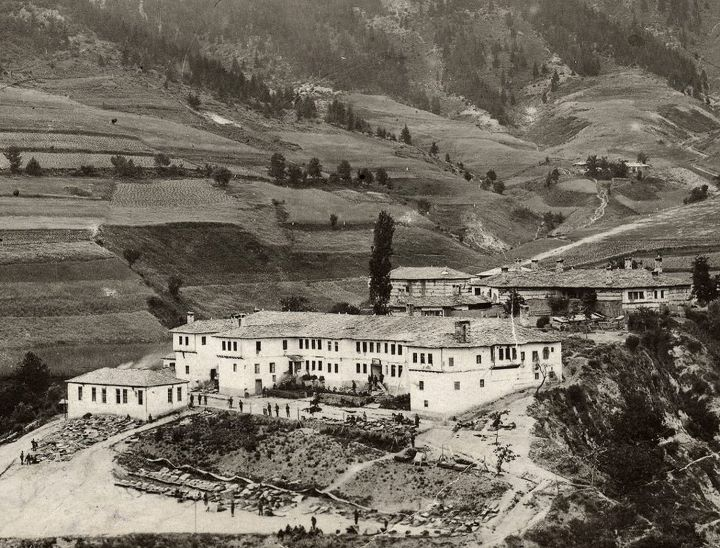
Конак Саліх Ага в Смоляні в 1919 році

Після падіння Болгарської держави під османським правлінням у 1519 році султанський ферман дав придворному лікарю Ахе Челебі ці землі. У османських документах XVII століття село, яке існувало в нинішньому Смоляні, згадується як Єзерово. Пізніше воно було перейменоване в Башмаклу, а пізніше була змінена на Пашмаклі. Ця назва залишилася до 1934 року
У 1871—1872 роках каза Аха Челебі із центром Пашмаклі мав у своєму складі 14 сіл із загальною кількістю 4191 домогосподарств: з них 2961 болгарських мусульман, 1500 болгарських християн і 240 циган. Між 1896 і 1900 рр. християнське населення в селі переходить під владу болгарського екзархату.
У 1912 році в казі проживає 8252 сім'ї, з них 2815 болгарських екзархістів, 140 болгарських патріархістів і 5297 болгарських мусульман (Любомир Мілетич, «Занепад фракійських болгар у 1913 році»)
У 1912 році в Пашмаклі (Смолян) проживають 320 родин болгарських мусульман, 80 родин болгарських екзархістів і 40 сімей болгарських патріархістів.

### Після Звільнення
Пашмаклі був перейменований на Смолян наказом № 2820, яким були перейменовані всі 1043 населених пунктів в Болгарії в 1930 році. У 1936 році навколо села ще збереглися руїни старої фортеці Аетос (Орел) над Смолянами, зроблені розкопки стін, товщиною близько 2 м, і відкрите старослов'янське поселення Могила.

## Населення
У зв'язку з міграційними процесами після 1989 року понад 20-25 тисяч людей залишають місто.

### Особи
- Валя Балканська — народна співачка
- Аня Пенчева — актриса
- Христина Лутова — народна співачка
- Маріана Павлова — народна співачка
- Тоні Петров — підприємець
- Георгій Чинов — лікар
- Ельвіра Георгієва — поп- співачка
- Младен Койнаров — народний співак, почесний громадянин Смоляна[11]
- Стоян Радев — режисер
- Борис Радев — режисер

## Релігія
Смолян є центром Пловдивської єпархії в Болгарській Православній Церкві. З 19 квітня 2008 року був створений єпископський центр, на чолі з єпископом Антонієм. Водночас новий єпископ залишається під патронажем Пловдивської єпархії Болгарської Православної Церкви.
У Смоляні діють 2 активних мечеті — «Горно Влахово» і «Верхній Смолян».

### Храми

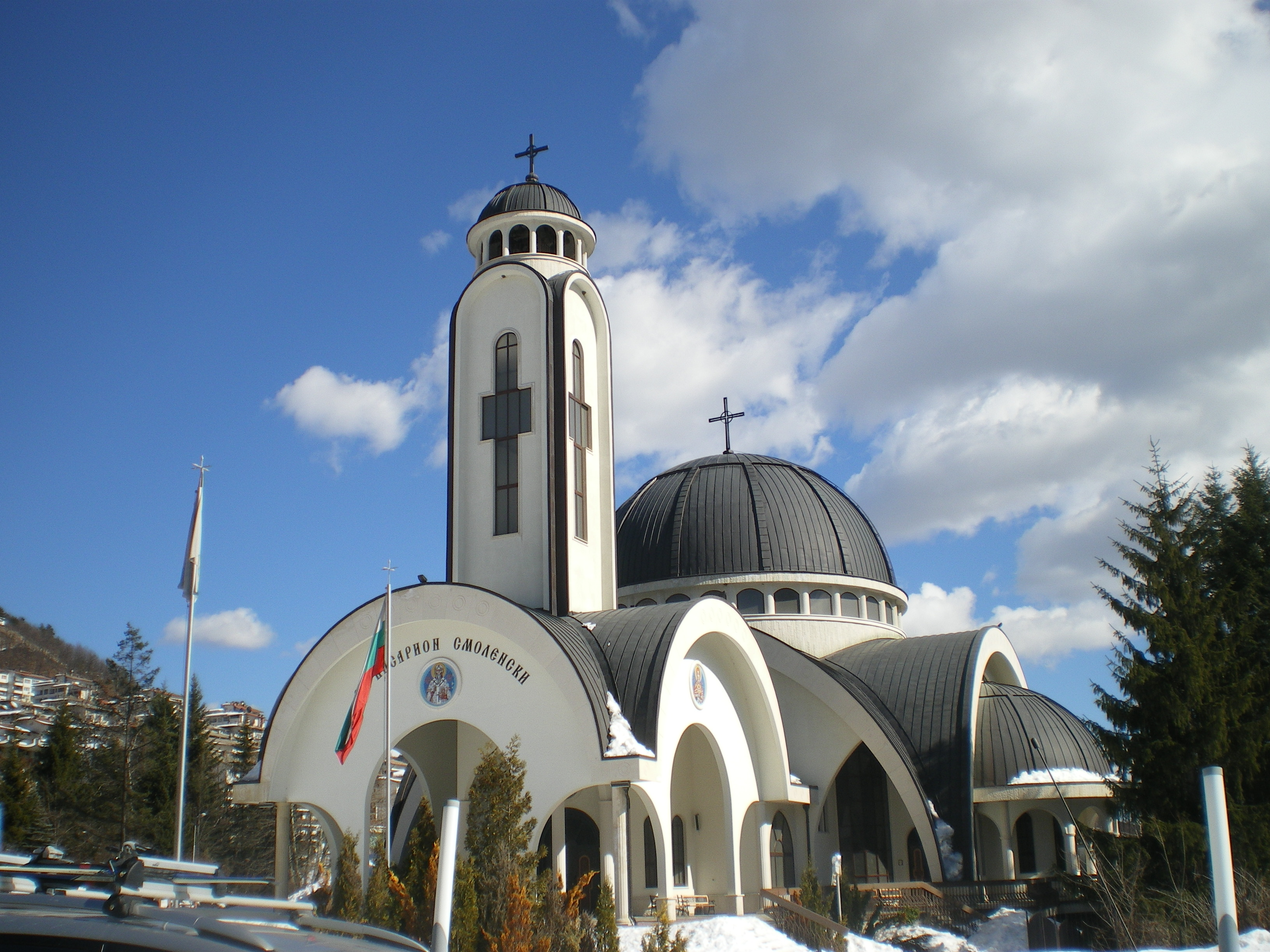
Собор «Святий Вісаріон Смоленський»

Православних храмів в місті 7, один з яких — собор св. Вісаріона Смоленського, другий за величиною в країні після храму Олександра Невського.
- храм «Георгій Побідоносець»
- Церква «Св. Богородиця»
- Храм «Теодор Стратилат»
- собор «Св. Вісаріон Смоленський»
- Храм «Св. Неділя»
- «Святий Миколай Чудотворець»
- храм «Святий Дух»

У місті, окрім цих храмів, є також близько десятка каплиць, найостаннішою з яких є «Плащаниця Пресвятої Богородиці», відкрита в 2010 році.

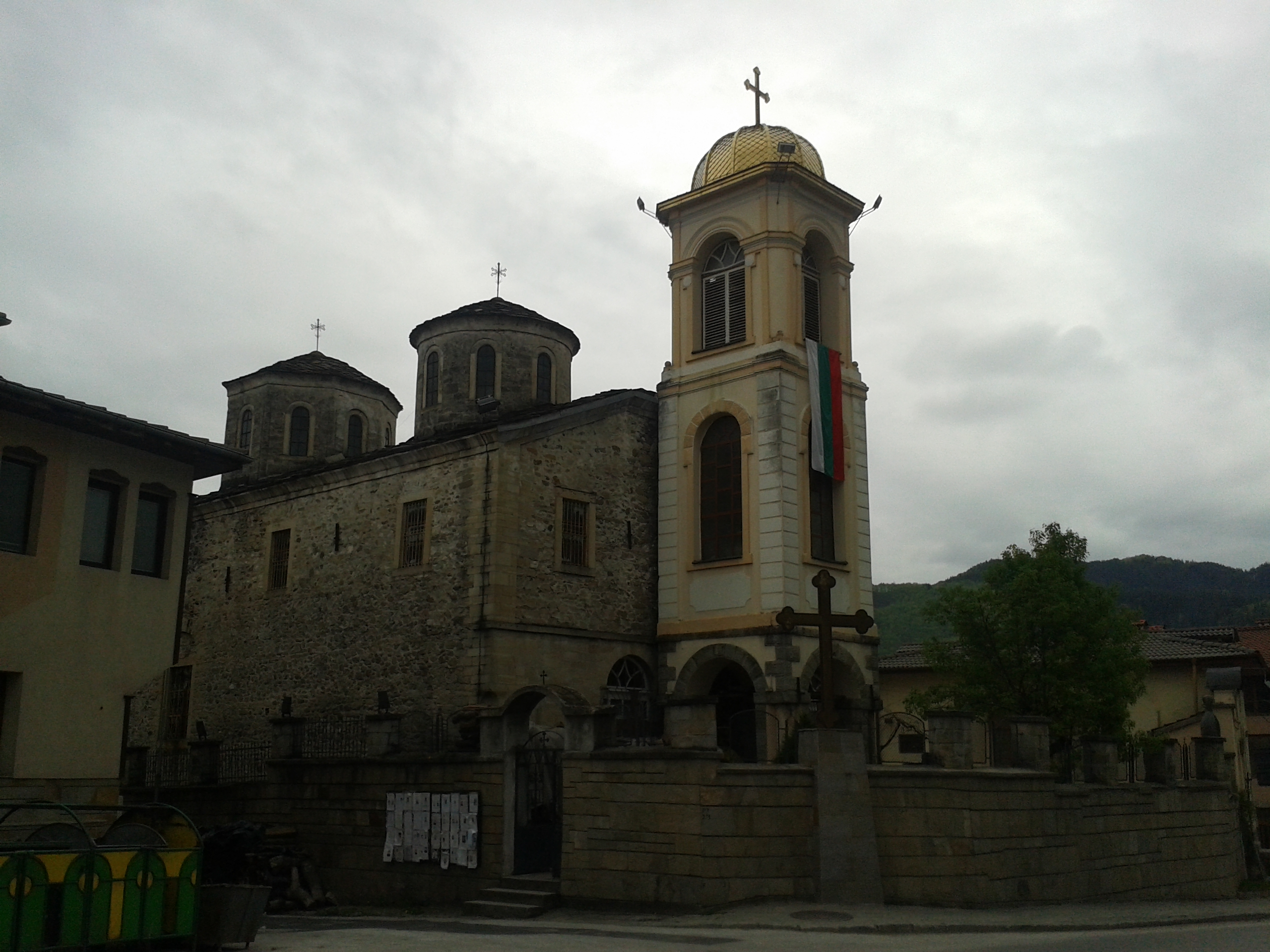
Церква Святого Миколая в Устово

Смолянські археологи відкрили і вивчили найдавнішу церкву на території міста. У місцевості Могілата (3 км на північний захід від Смоляна, поруч з дорогою до Пампорово) був ранньохристиянський монастирський комплекс з V—VI ст., у центрі якого була тринефна базиліка з тристінною апсидою, єдиним притвор і північне приміщенням. Вона вражає своїми розмірами — довжиною 19,50 м, шириною 12 м, а разом з боковим анте — 17 м. Внутрішні розміри наоса 12×10,60 м, цільний нартекс — 10,60×3,40 м. Будівля монастиря займає площу 310 м 2 і мала п'ять кімнат, окрему кухню (кухню) — 8,80×4,80 м і дві печі, покриті вогнетривкою цеглою. Монастирський комплекс мав власну скляну майстерню.
В історії найдавнішої Смолянської церкви було два періоди — з другої половини V до кінця VI ст., і з кінця 9-го до кінця 14-го століття, коли її знищили османи. Існування монастирського комплексу збігається з першим періодом функціонування базиліки. Нещодавно відкритий ранньохристиянський комплекс біля Смоляна, а також раніше вивчений релігійний центр біля села Смолян, Барутин (з базилікою кінця 4 століття) і культовий центр «Гела» (з тринефною базилікою 6 ст. н. е.) підтвердили письмові записи про поширення християнської релігії і цій частині гір.

## Політика

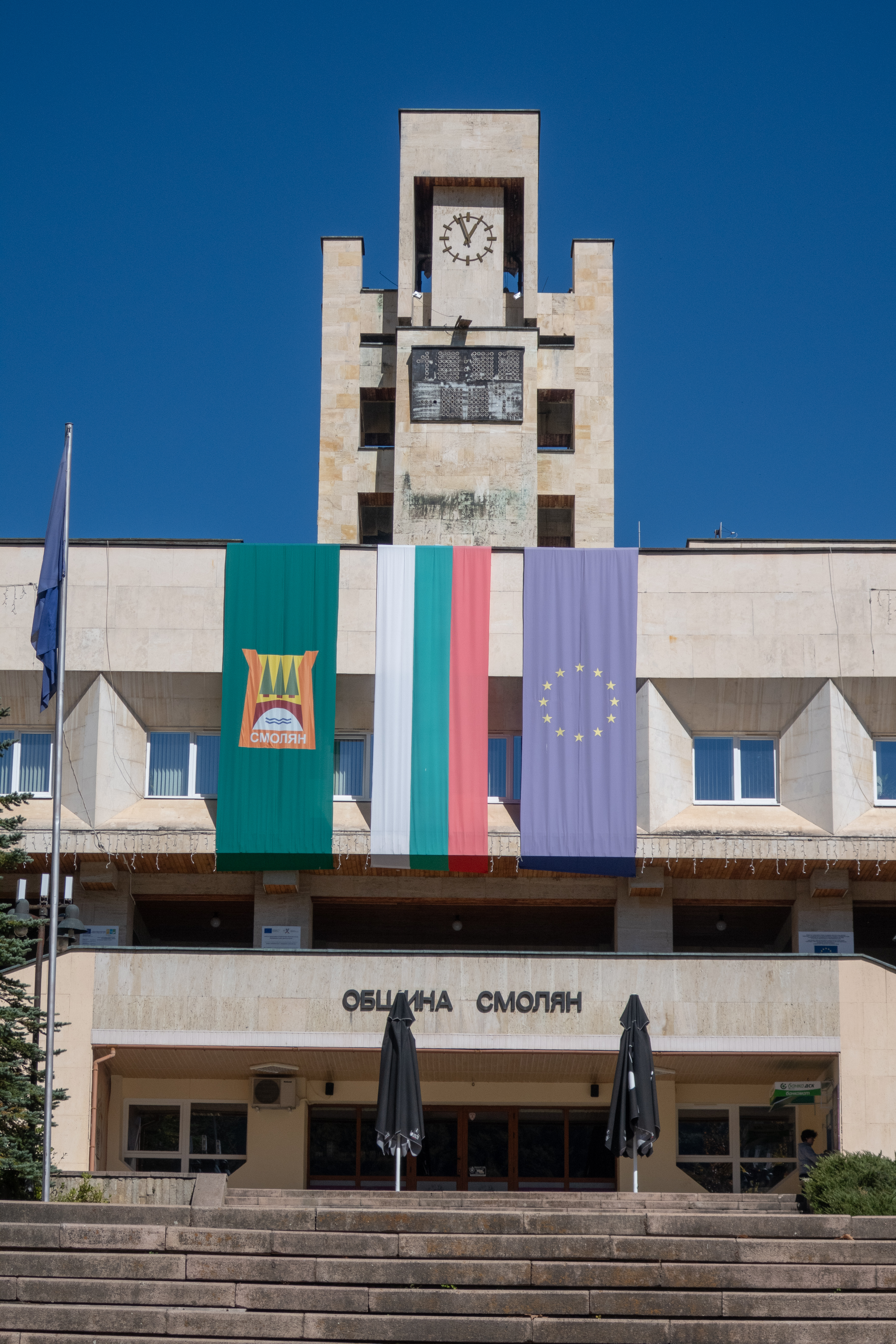
Ратуша муніципалітету

### Мер
З 2011 року мер Смоляна — Микола Мелемов від партії ГЕРБ.

## Економіка та інфраструктура

### Характеристика
Місто є резиденцією компаній у сфері техніки та сфери послуг. З 2000 року в місті спостерігається відчутний прогрес. Була відбудована нова головна вулиця (2003), побудовані нові готелі, паби та дискотеки. Інвестиції в місто зростають величезними темпами. Одним з найбільших проектів не тільки для Смоляни, але й для всієї Болгарії є лижний центр «Перелик». Планується, що інвестиції перевищать 400 мільйонів євро. Буде побудовано 217 км гірськолижних трас для 27 тисяч лижників, 7740 міст для паркінгу. Проект «Супер Перелик» також передбачає будівництво аеропорту, а також 100-кілометрову трьохполосну дорогу до м. Пловдив. У місті багато компаній. Смолян отримав довгостроковий кредитний рейтинг «А» з позитивним прогнозом. Протягом двох років (з 2004 по 2006 рік) інвестиції в інфраструктурні проекти досягли 50 млн левів. У жовтні 2007 року також був обраний інвестор спортивного та туристичного центру «Момчиловці». Як очікується, інвестиції перевищать 250 мільйонів євро. Туризм є пріоритетним сектором для Смоляна.
За 2007 рік інвестиції в будівництво громади склали майже 51 млн левів, побудовано 86 нових об'єктів. У 2008/2009 рр. починається будівництво двох комплексів торгового центру.

### Транспорт
Смолян має дві автовокзали — «Смолянський автовокзал» і «Автовокзал Східний» в Устово. Є регулярні рейси до Пловдива, Софії, Кирджалі та багатьох міст регіону, а в літній сезон регулярно обслуговується лінія до Сонячного берега. Громадський транспорт обслуговують три компанії, що охоплюють більше 16 ліній.

### ЗМІ
У місті є 2 телеканали — «Родопи Сат» і «Фотон К». Місцеві газети — Родопи ВЕСТ, Відгук і Родопи ВІСТІ.
Смоляни вільно приймають такі мовні станції (з частотою, МГц): The Voice (88,2), Вітоша (90,9), Веселина (94,3), Ботев (96,0 до 99,2), Фокус (95,6 і 96.8), Радіо Болгарія у ефірі (97.7), Горизонт (101.6 — 105.0), Пловдив (103.1), Радіо 1 (97.3 та 104.5) та Дарик (107.0 — 93.2).

### Освіта

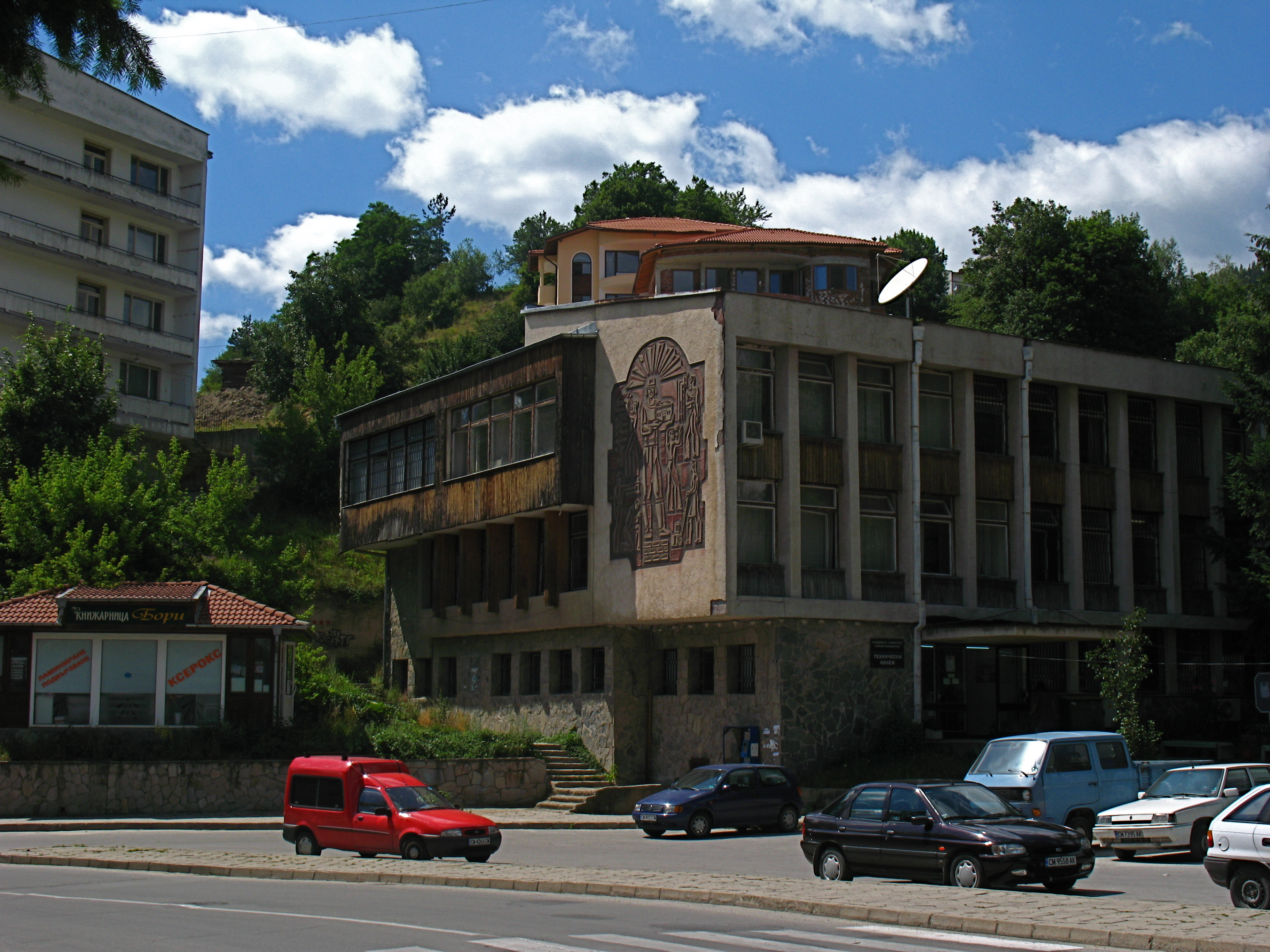
Технічний коледж

У місті є технічний коледж і філія в Пловдивському університеті та приватний професійний коледж безпеки «Св. Георгій».
Початкові школи міста:
- Початкова школа Юрія Гагаріна
- Початкова школа «Стою Шишков»
- Початкова школа «Іван Вазов»[15]
- Початкова школа «Асен Златаров»

Профільні середні школи в Смоляні:
- «Василь Левський»[16]
- «Іван Вазов»[17]
- «Карл Маркс»[18]
- «Отець Паїсій»[19]
- «Христо Ботев»
- «Нікола Вапцаров»
- Професійна вища школа туризму[20]
- «Костянтин Фотинов»[21]
- Кирило-Мефодіївський університет[22]

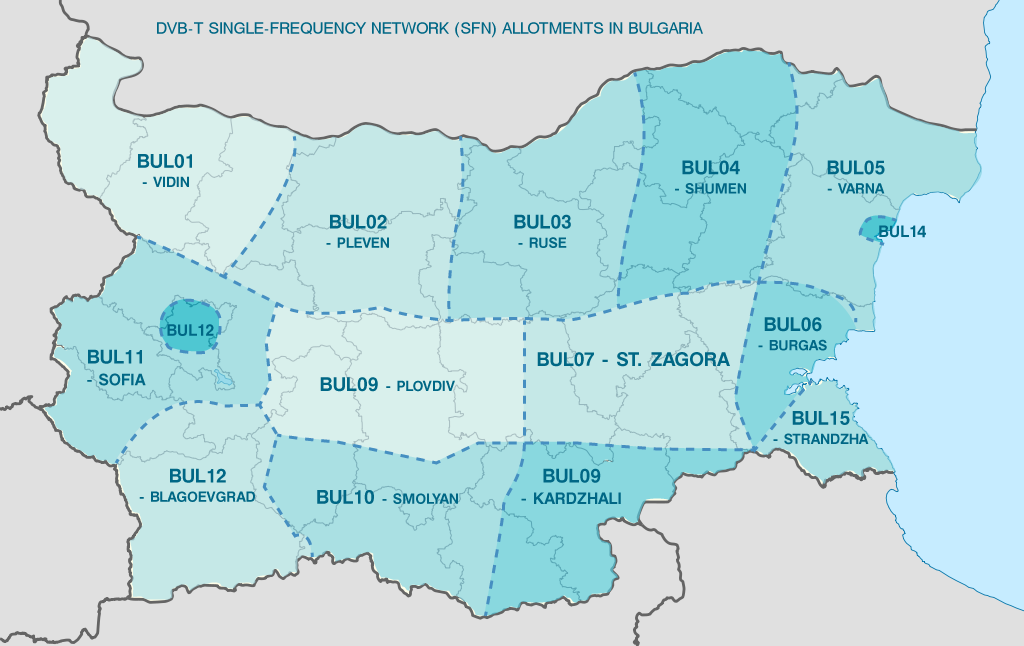

- Професійна середня школа прикладного мистецтва
- Професійна вища школа «Нікола Вацаров»

## Культура
Обласний історичний музей і Планетарій входять до 100 національних туристичних об'єктів Болгарського туристичного союзу.

### Регулярні події
Смолян є центром значних культурних подій, таких як Національний фольклорний фестиваль «Рожен», міжнародний молодіжний фольклорий фестиваль «Орфейські свята», міжнародний юніорський хіп-хоп фестиваль «Jam On It», міжнародна картинна подія, культурні травневі свята, традиційне святкування кукерів та маскарадних ігор «Понеділок» в с. Широка Лика, міжнародний джазовий фестиваль «July Jazz», 21 жовтня — Свято Смоляна з визволення Родопських гір від османської влади під час Балканської війни — 1912 та інші.

### Музика та хореографія
У місті Смолян в 1960 році створено ансамбль народних пісень та танцю «Родопа», який відіграє важливу роль у збереженні та популяризації родопського фольклору. Її відрізняє ряд престижних нагород за свою діяльність.

### Музей і обсерваторії

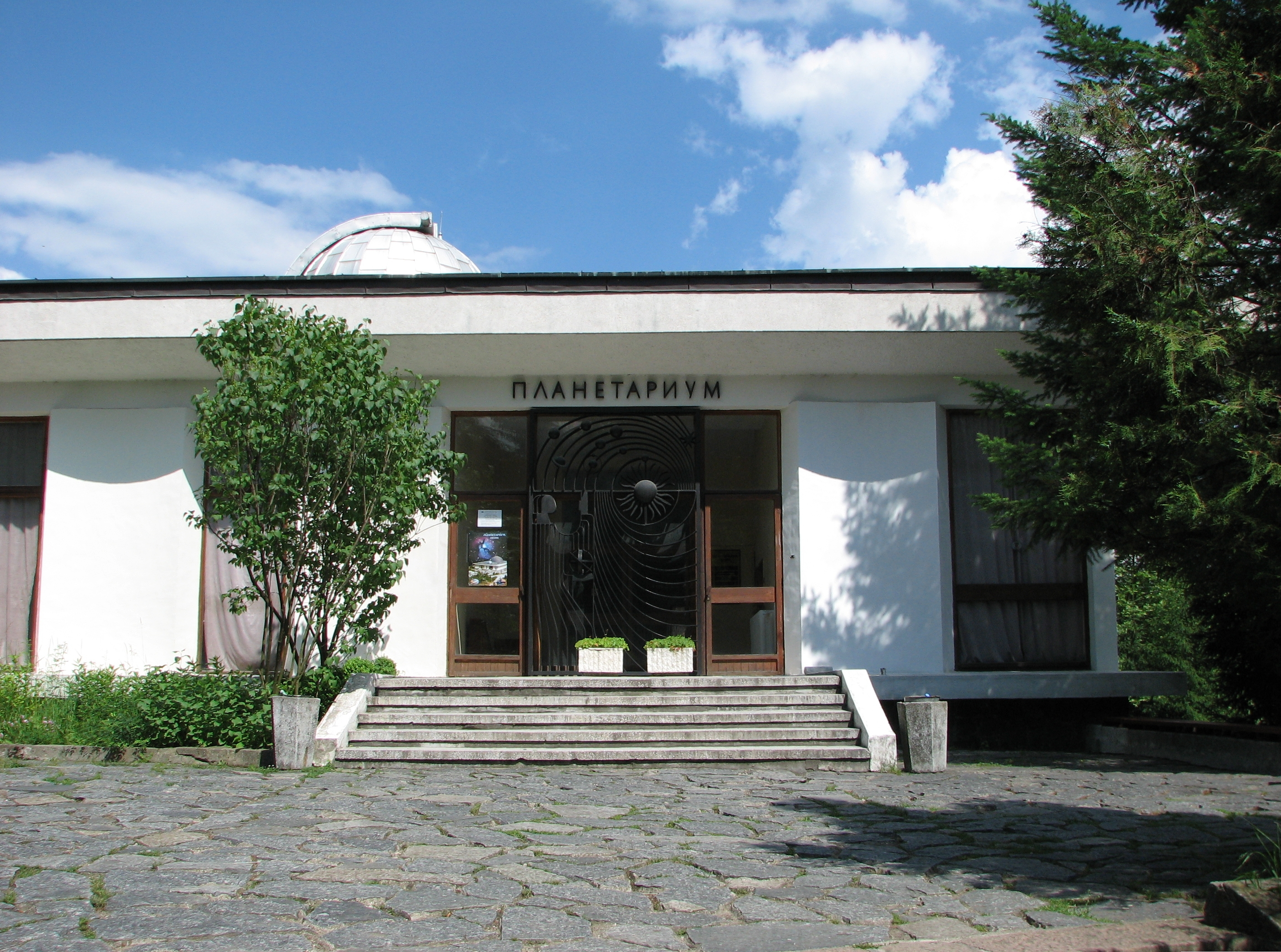
Планетарій з астрономічною обсерваторією

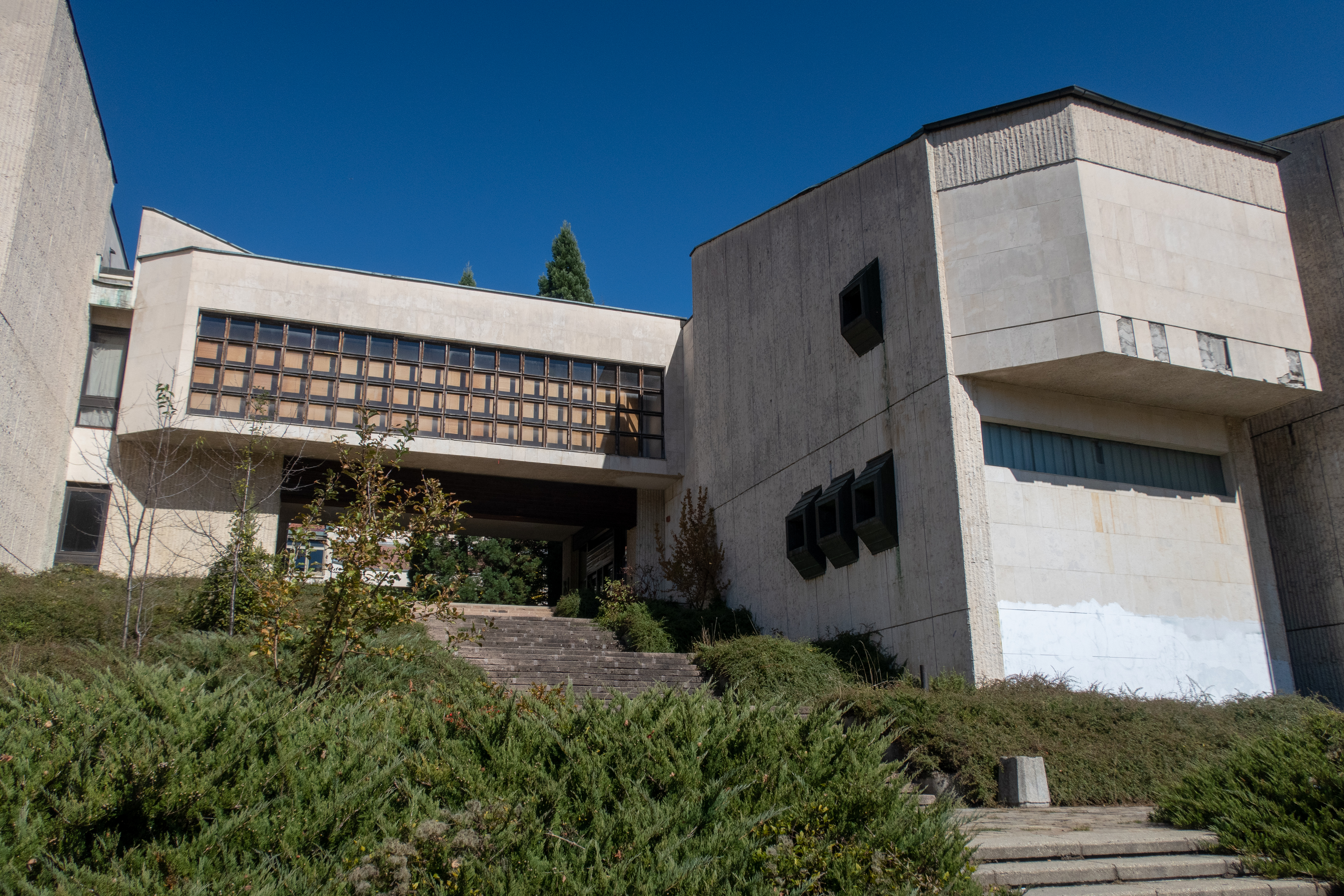
Обласний історичний музей, Смолян

- Національна астрономічна обсерваторія — Рожен
- Планетарій з Народною астрономічною обсерваторією
- Обласний історичний музей

### Театр і галереї

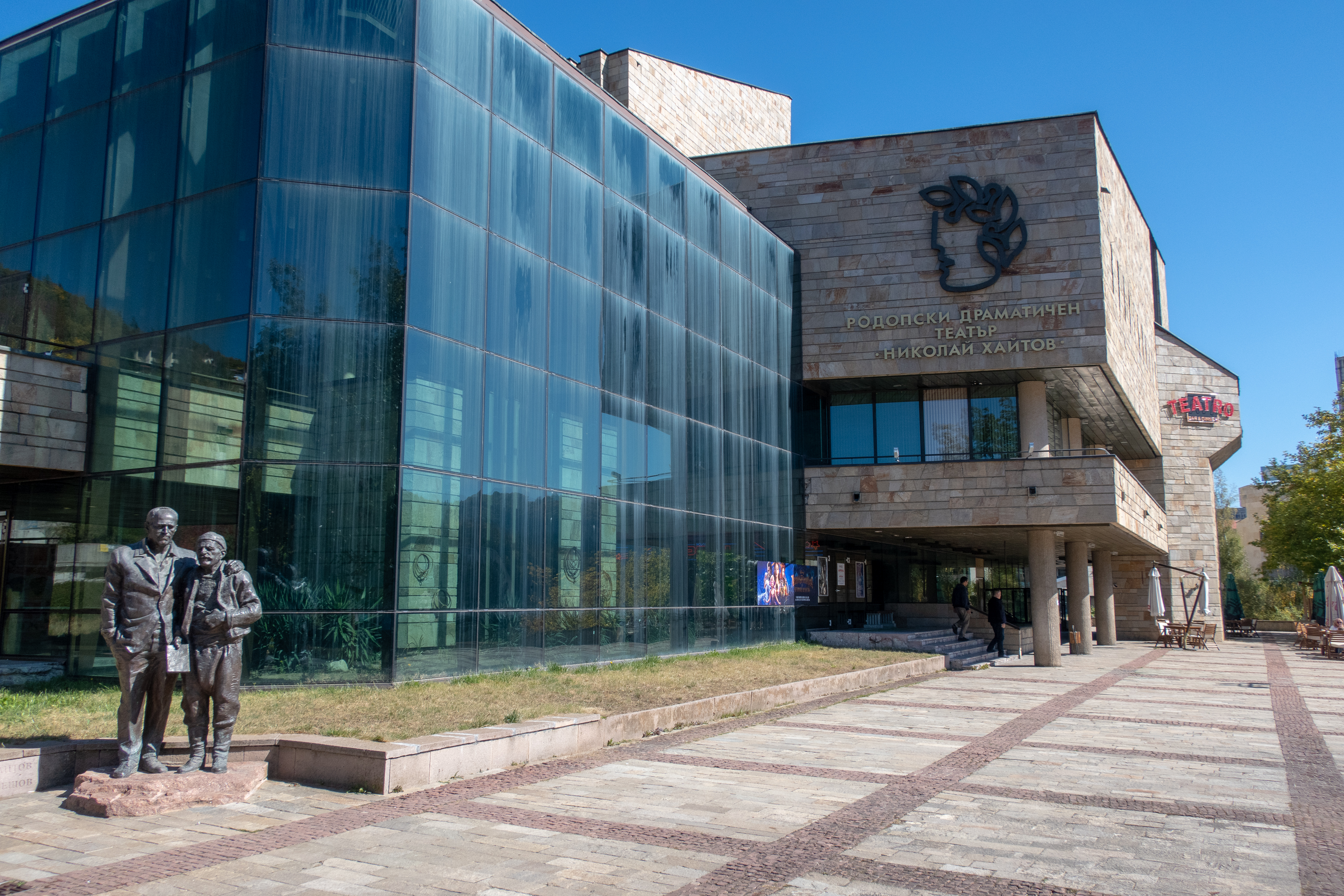
Родопський драматичний театр «Микола Гайтов»

- Родопський драматичний театр «Микола Хайтов»
- 3 січня 2011 року Родопський народний театр «Орфей» був внесений до Національного реєстру як самостійна юридична особа з основною діяльністю — продовженням традицій театрального мистецтва Родопського краю.
- Художня галерея, на якій представлені полотна болгарських художників.[23]

### Громадськи центри
Громадські центри в Смолянській області, які налічують 87, є першими в Болгарії і є одними з перших у світі за кількістю підтримуваних проектних пропозицій.

### Кіно
У травні 2013 року в місті Смолян відкрився 3D кінотеатр «Арена».

### Спорт
Місто подало Болгарії багато спортсменів, серед яких олімпійські медалісти, чемпіони світу та Європи. Олімпійський призерша — Антоанета Френкева, після літніх Олімпійських ігор у Сеулі в 1988 році, коли їй було 17 років. Величко Чолаков, який завоював бронзову медаль на Олімпіаді в Афінах. Петро Стойчев також випускник спортивної школи в Смоляні, він семикратний переможець Кубка світу у плавальному марафоні. Смолянська дівчина Спаска Топалова завоювала дві золоті медалі на зимових зимових іграх Спеціальної Олімпіади — Айдахо (США) '2009'.
У Смоляні існують різні спортивні клуби з різноманітними дисциплінами. Місцева футбольна команда, волейбольний клуб, спортивний клуб «СІЛВА-92», лижний клуб «Пампорово» та «Родопа», спортивний клуб танців. . Є також багато клубів бойових мистецтв, багато з яких мають призи на національних, європейських та світових чемпіонатах.
У місті Смолян є два футбольні стадіони, спортивний зал, 2 критих і 1 відкритий басейн, тенісні корти та інші.

## Галерея

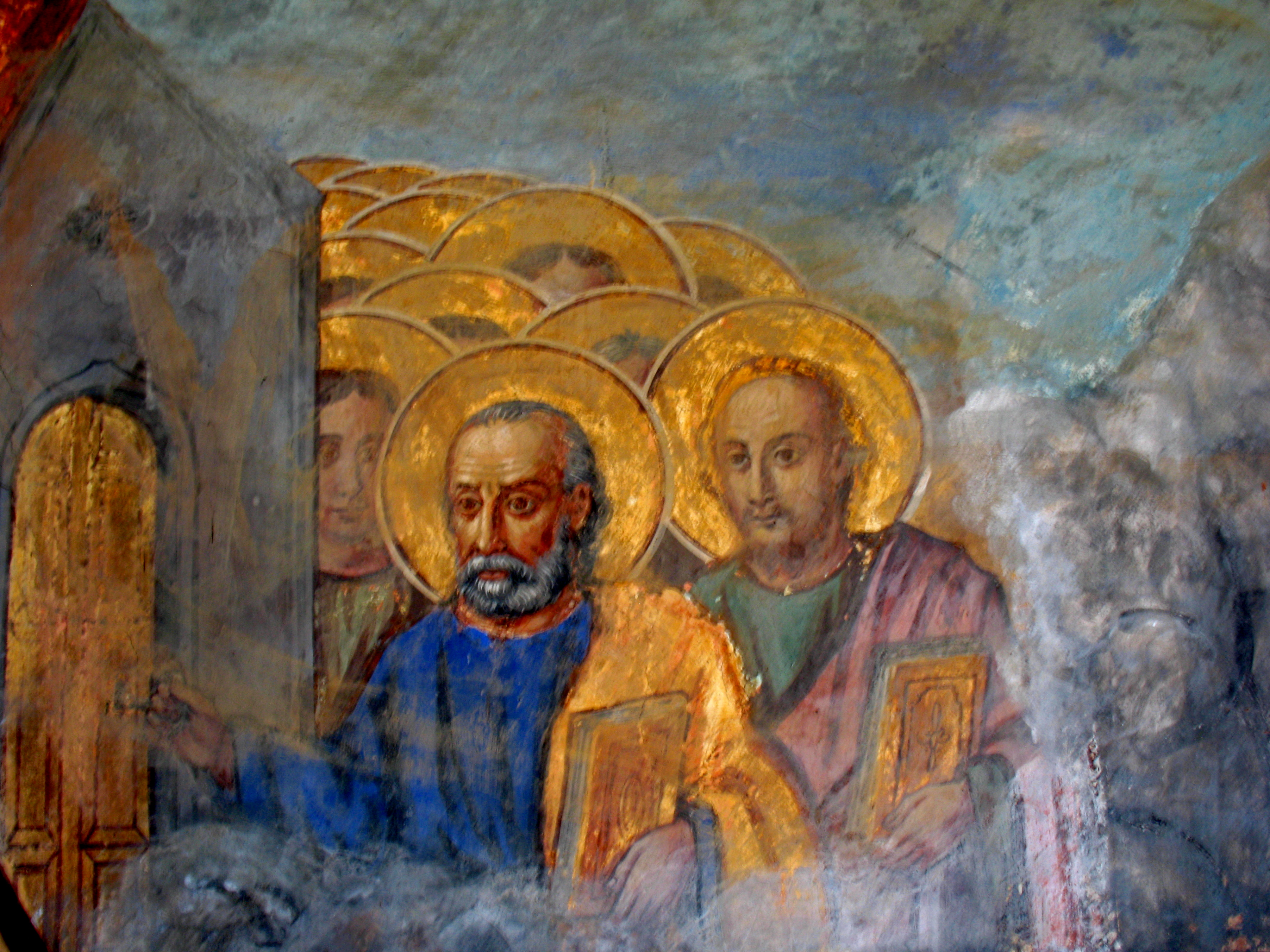
Фреска, Храм „Св. Неділя“, кв. Райково
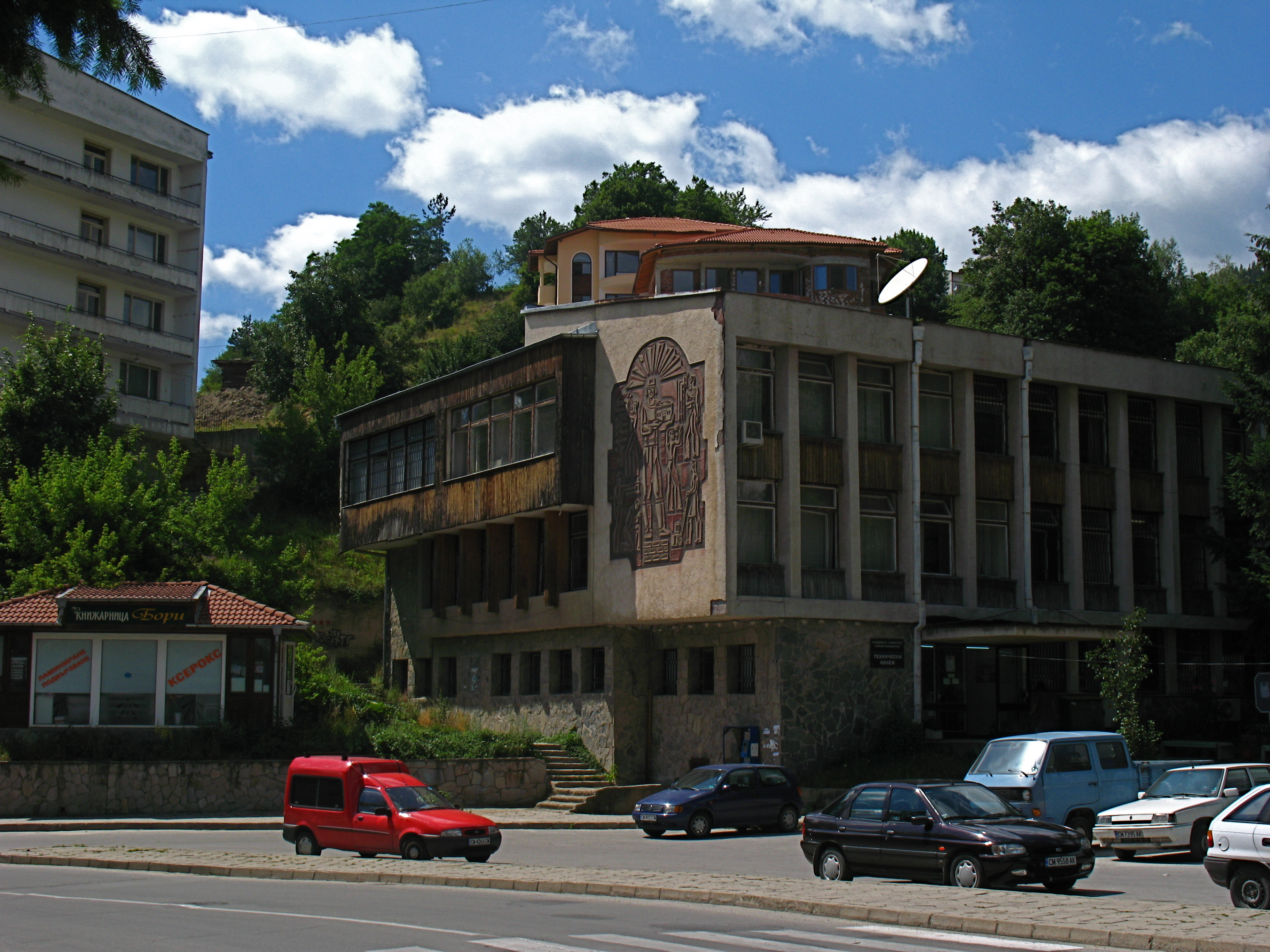
Технічний коледж, вул. „Дичо Петров“
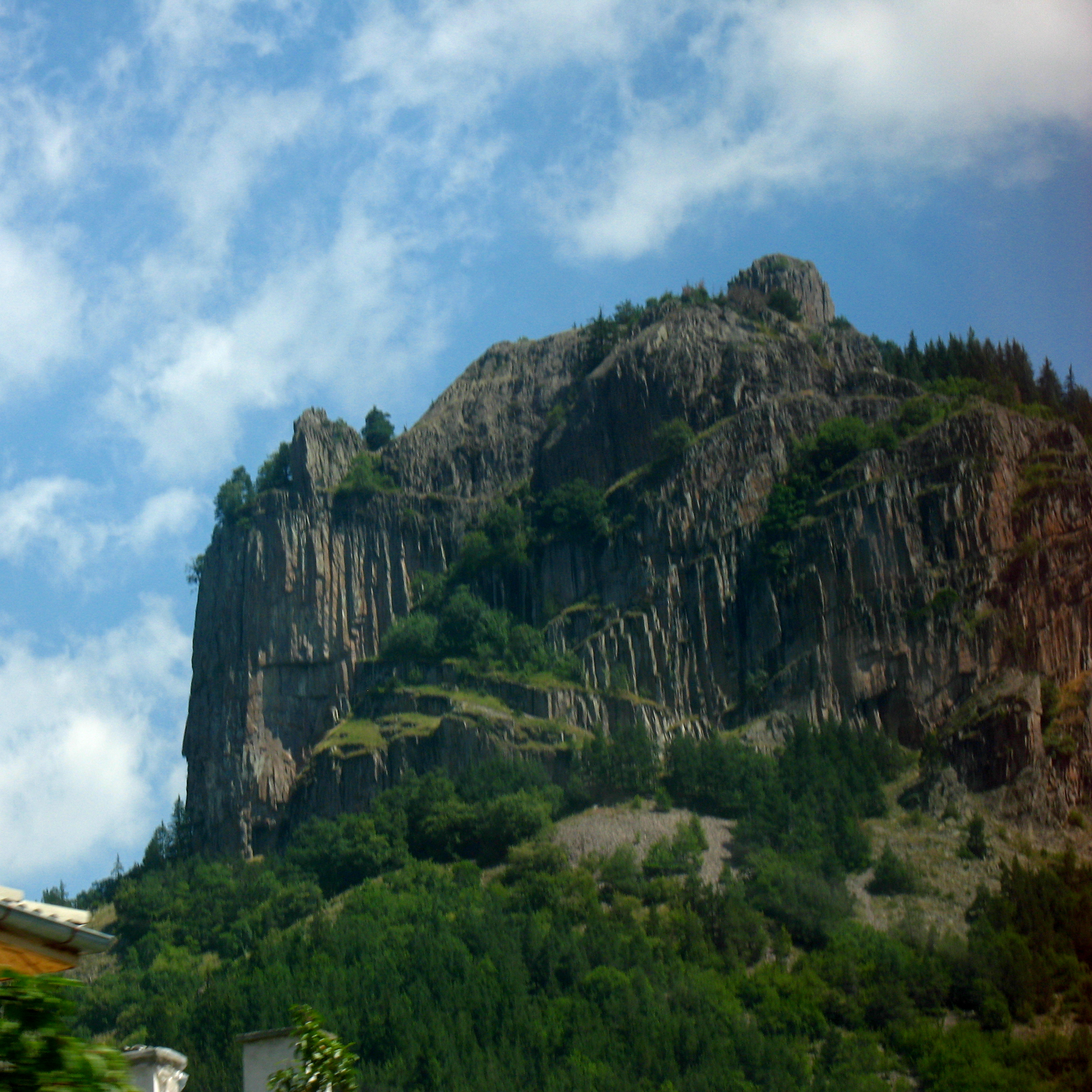
Скеля "Наречена"
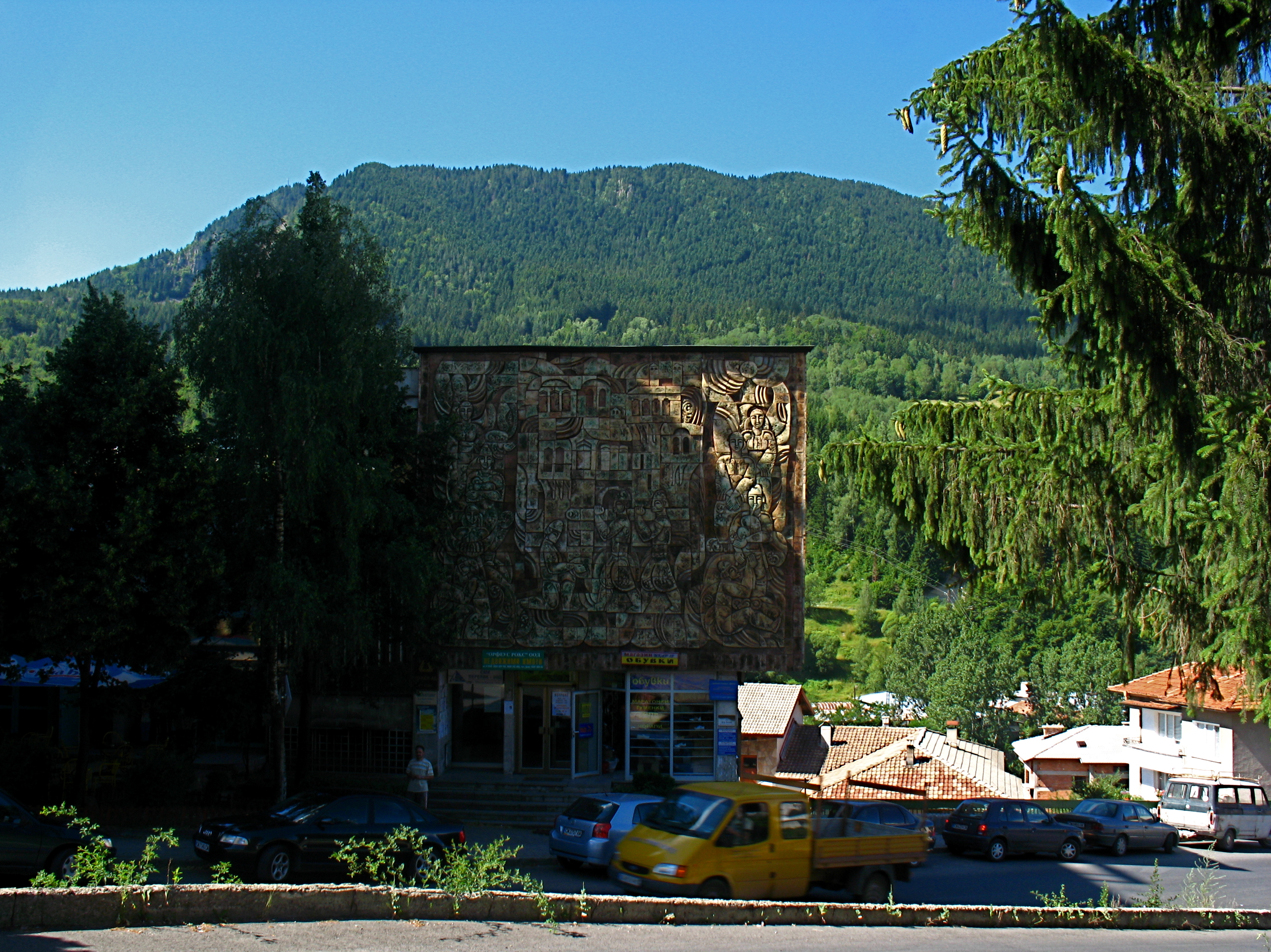
Барельєф на будівлі
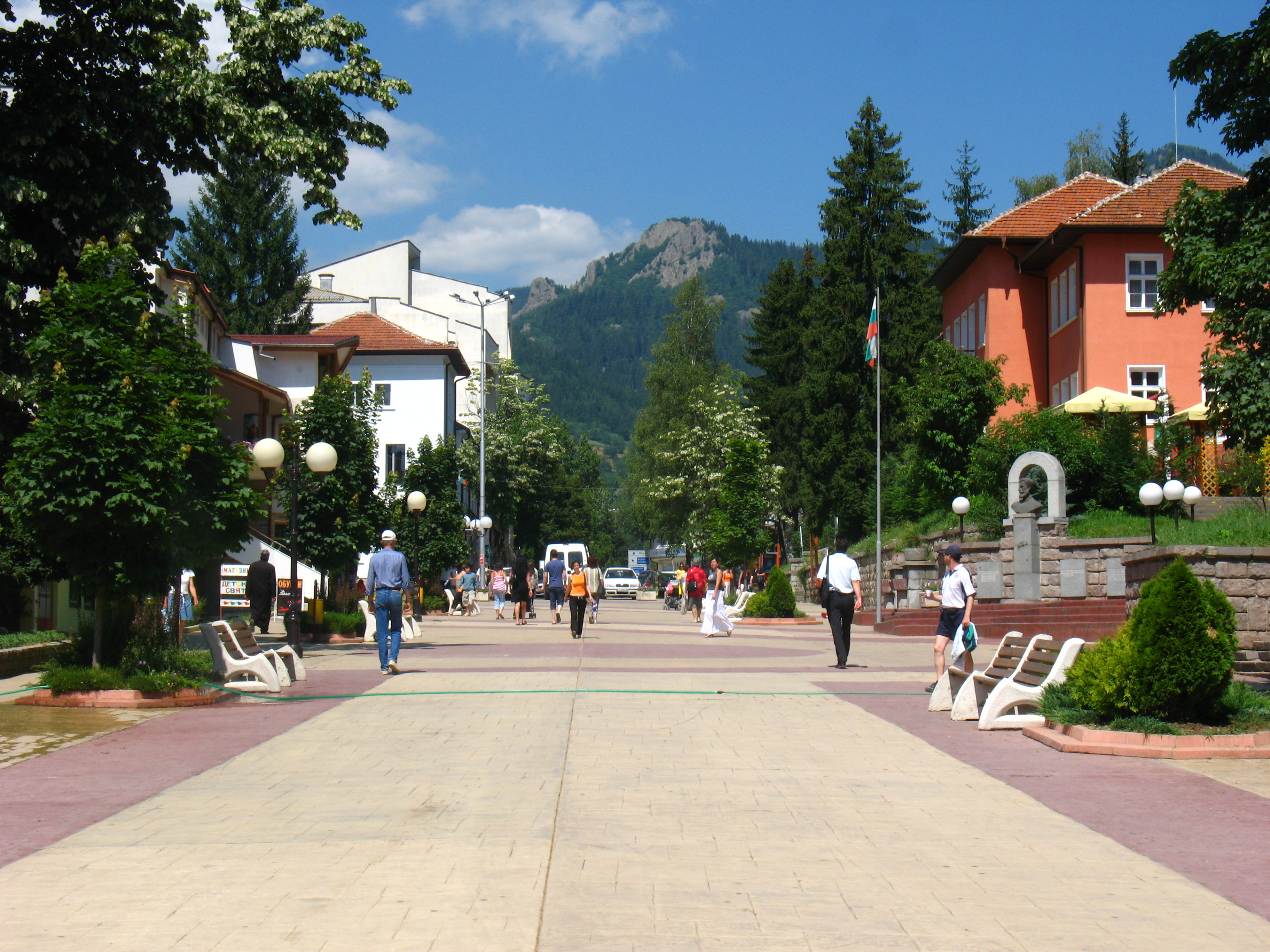
Площа Свободи
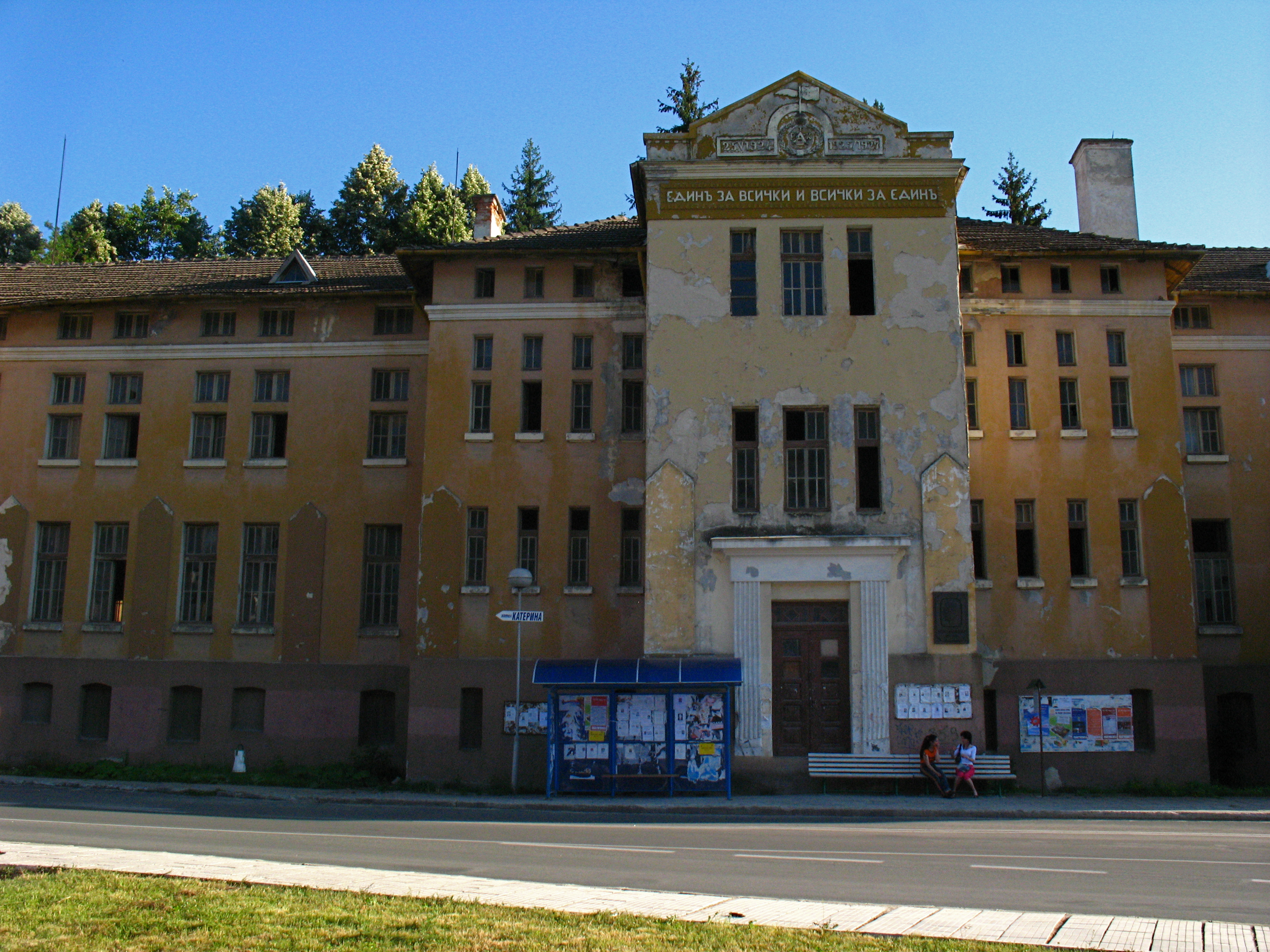
Кв. Райково
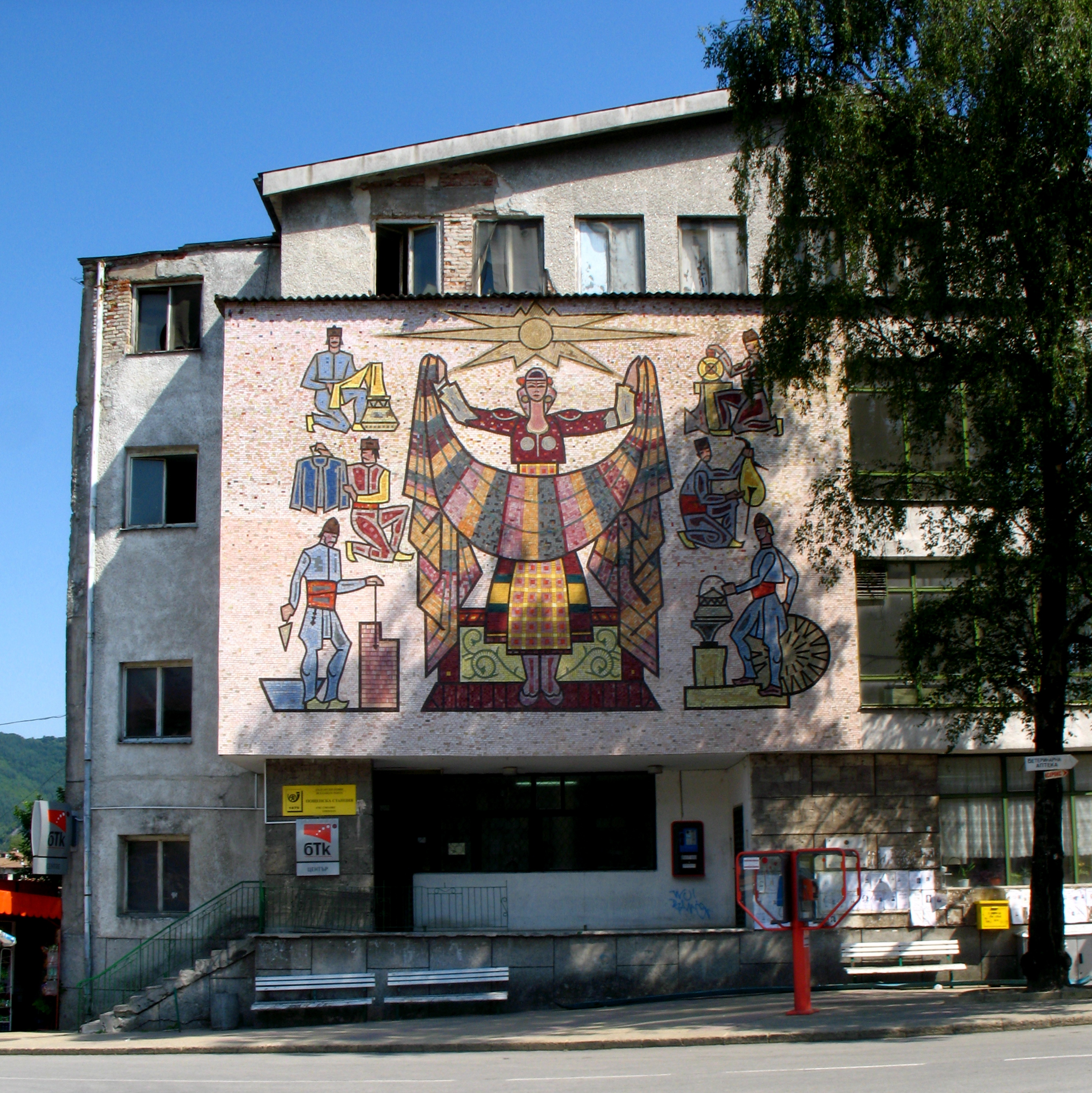
Кв. „Устово“, Смолян
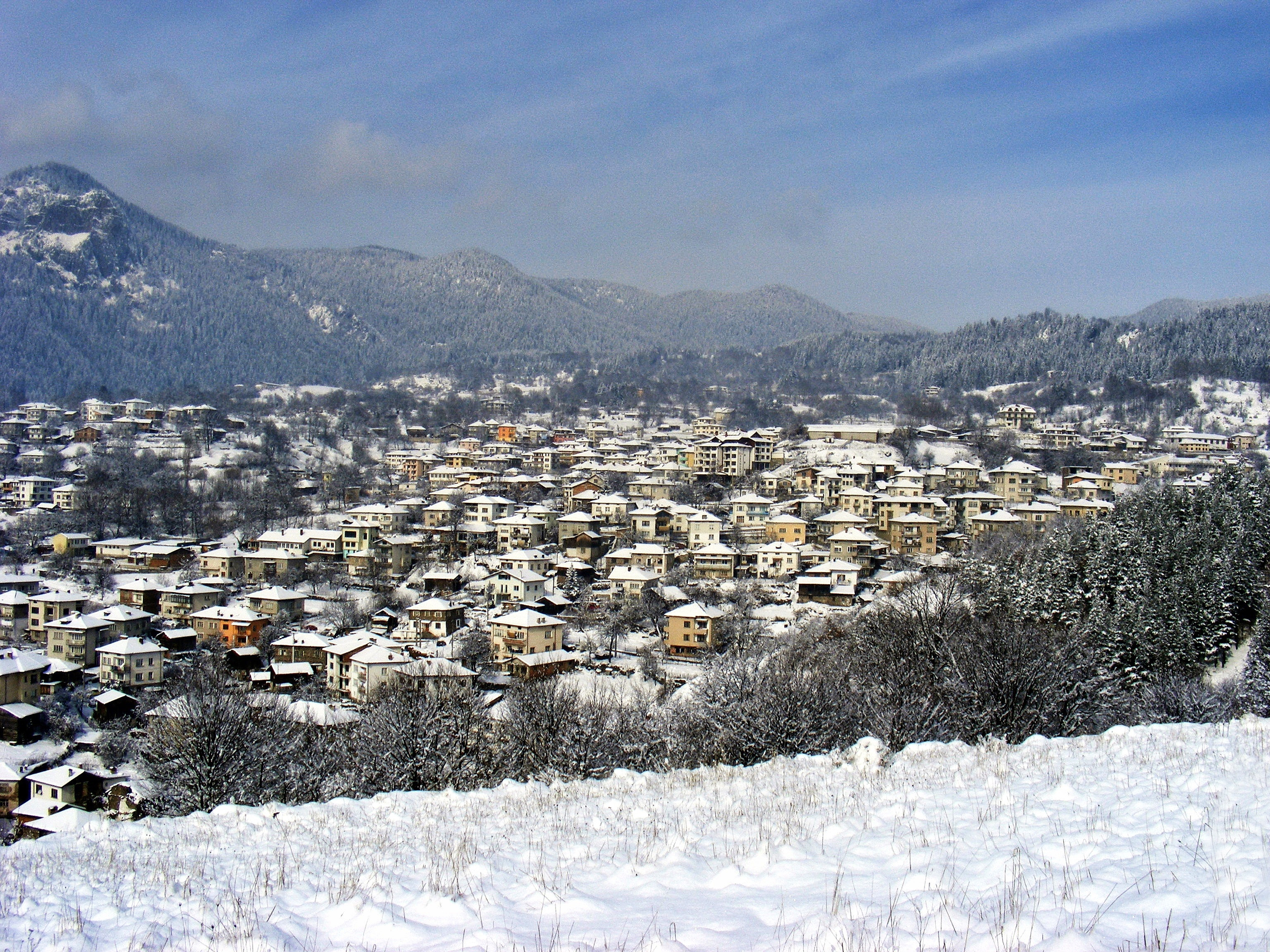
Квартал „Каптажа“, Смолян
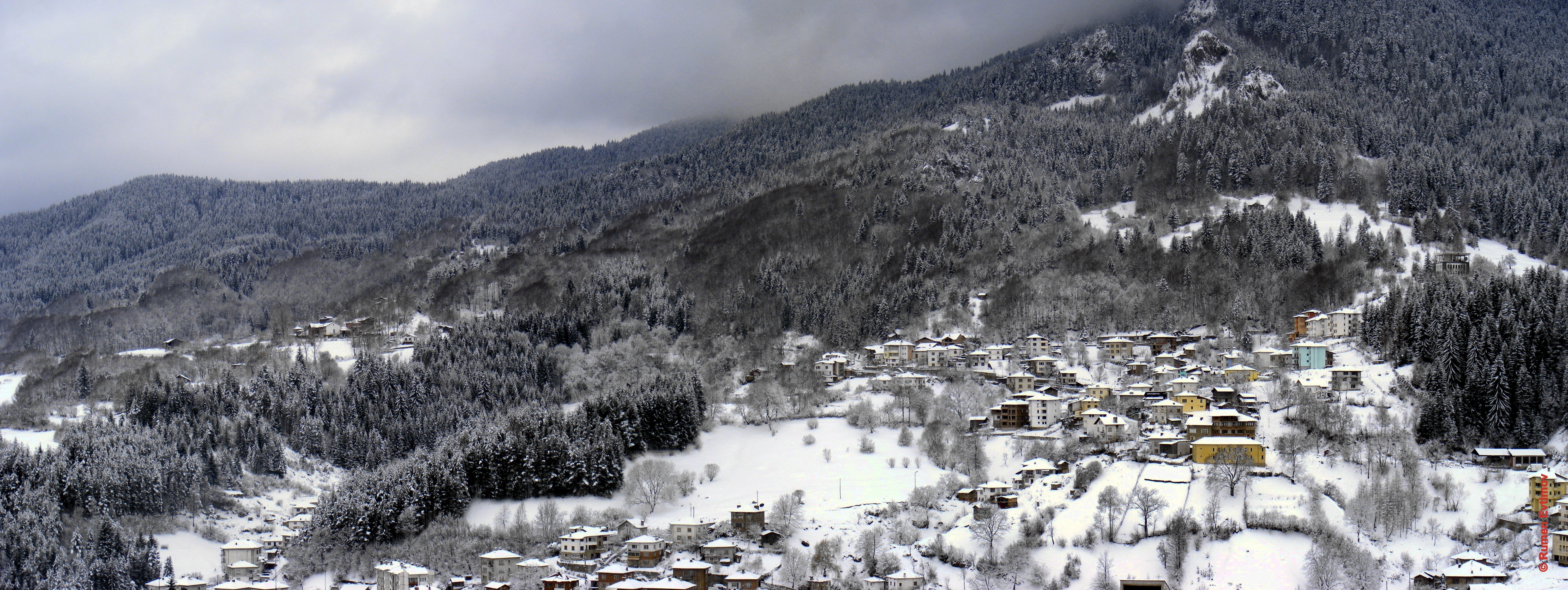
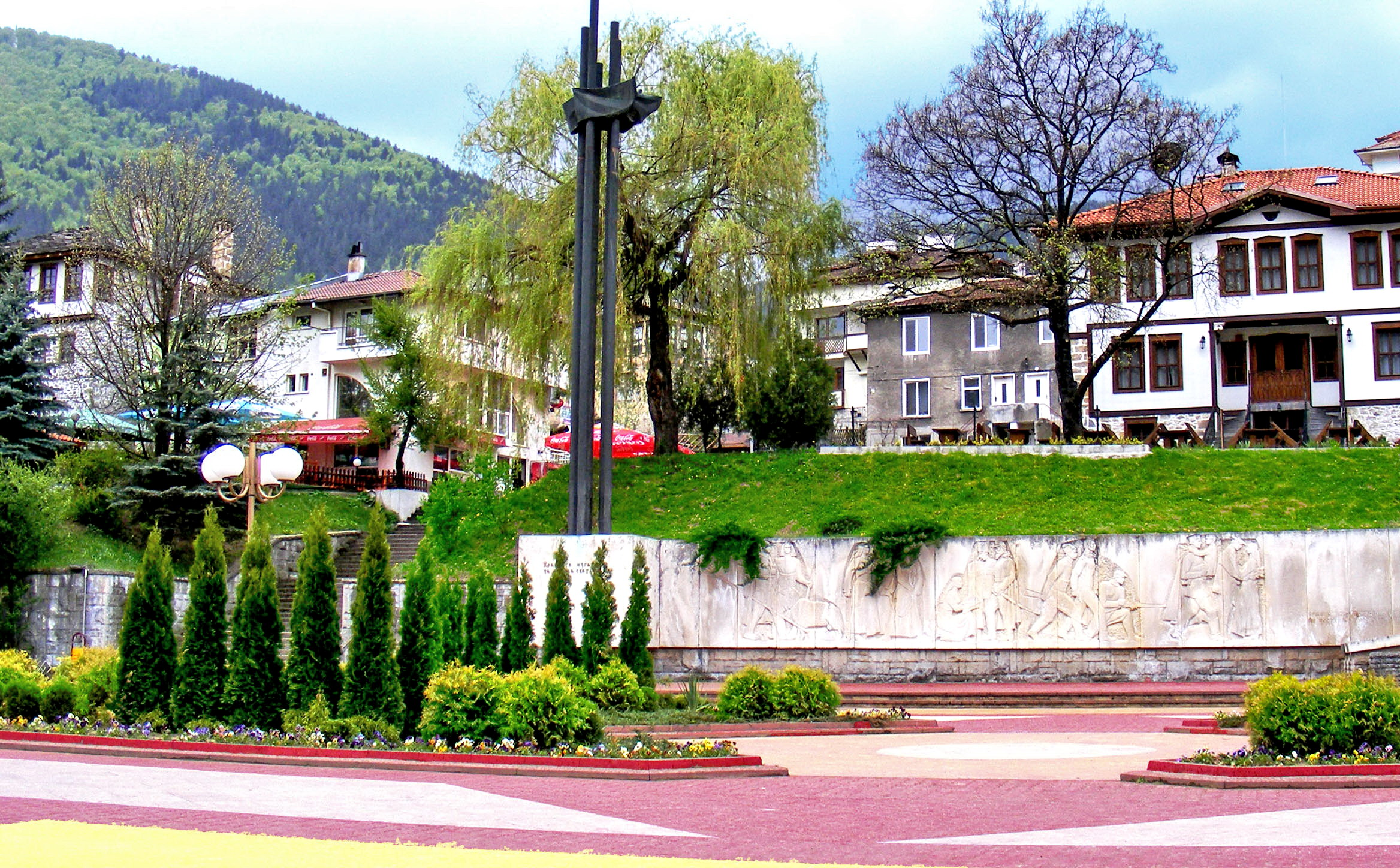
Квартал „Устово“, Смолян
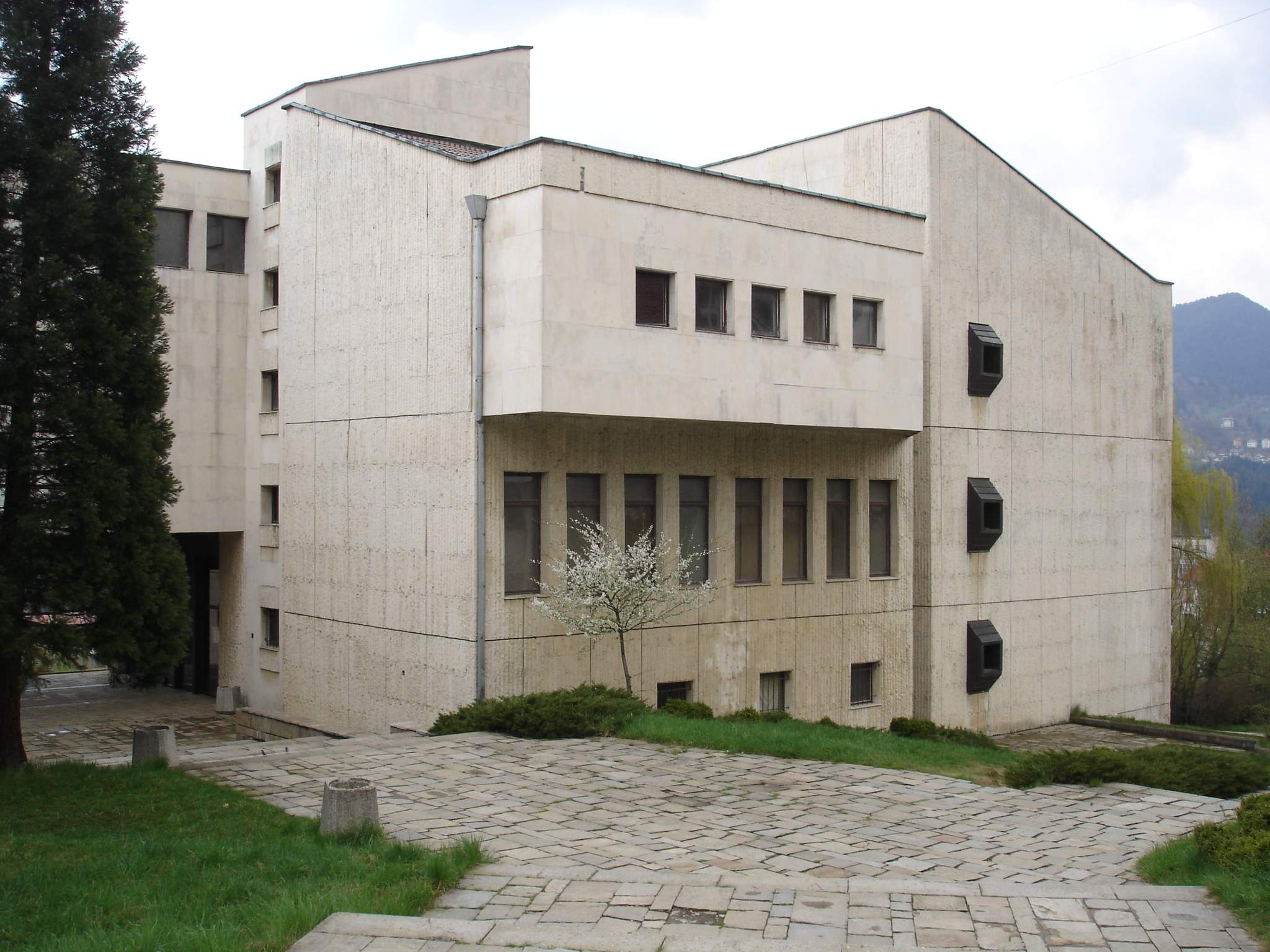
Історичний музей
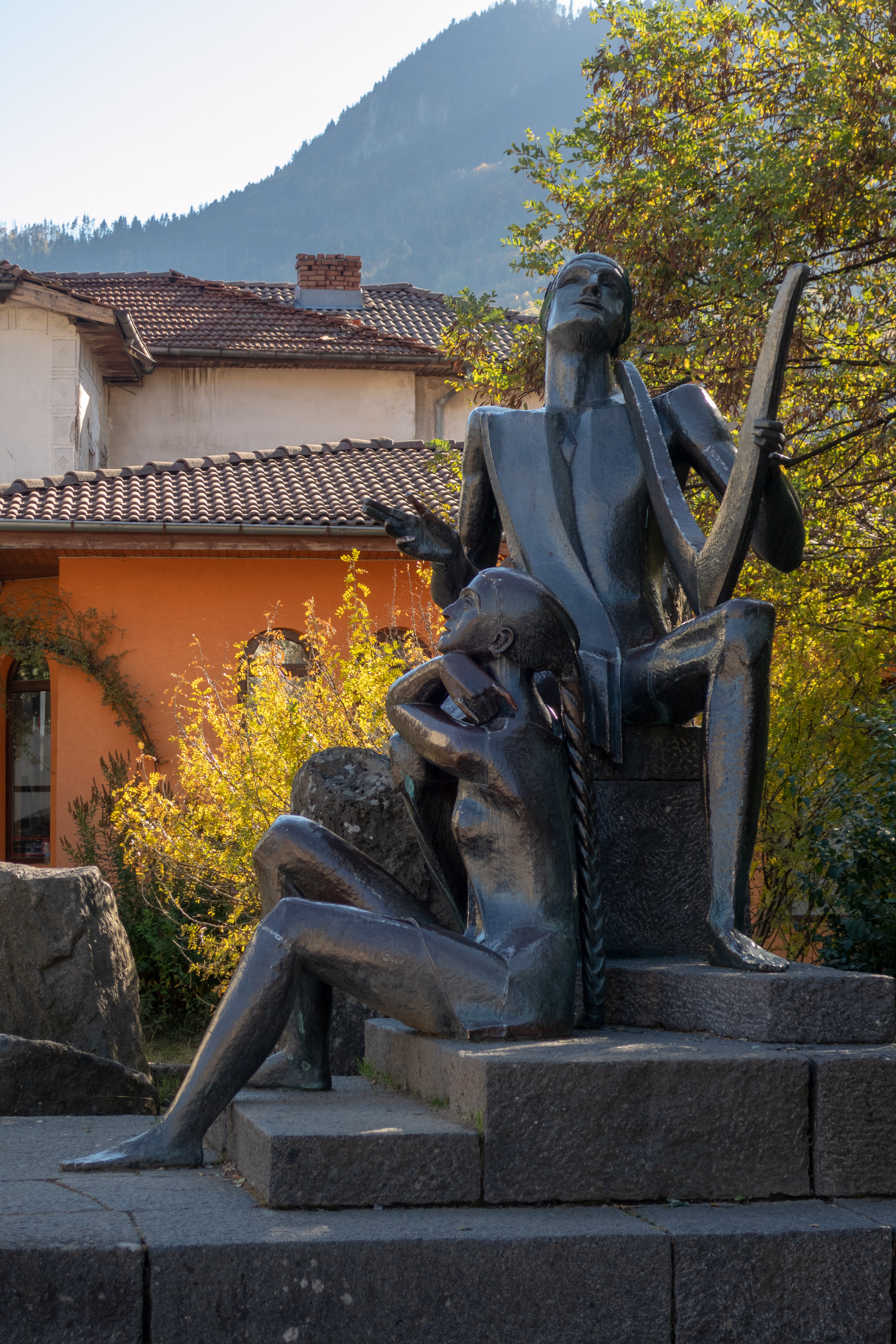
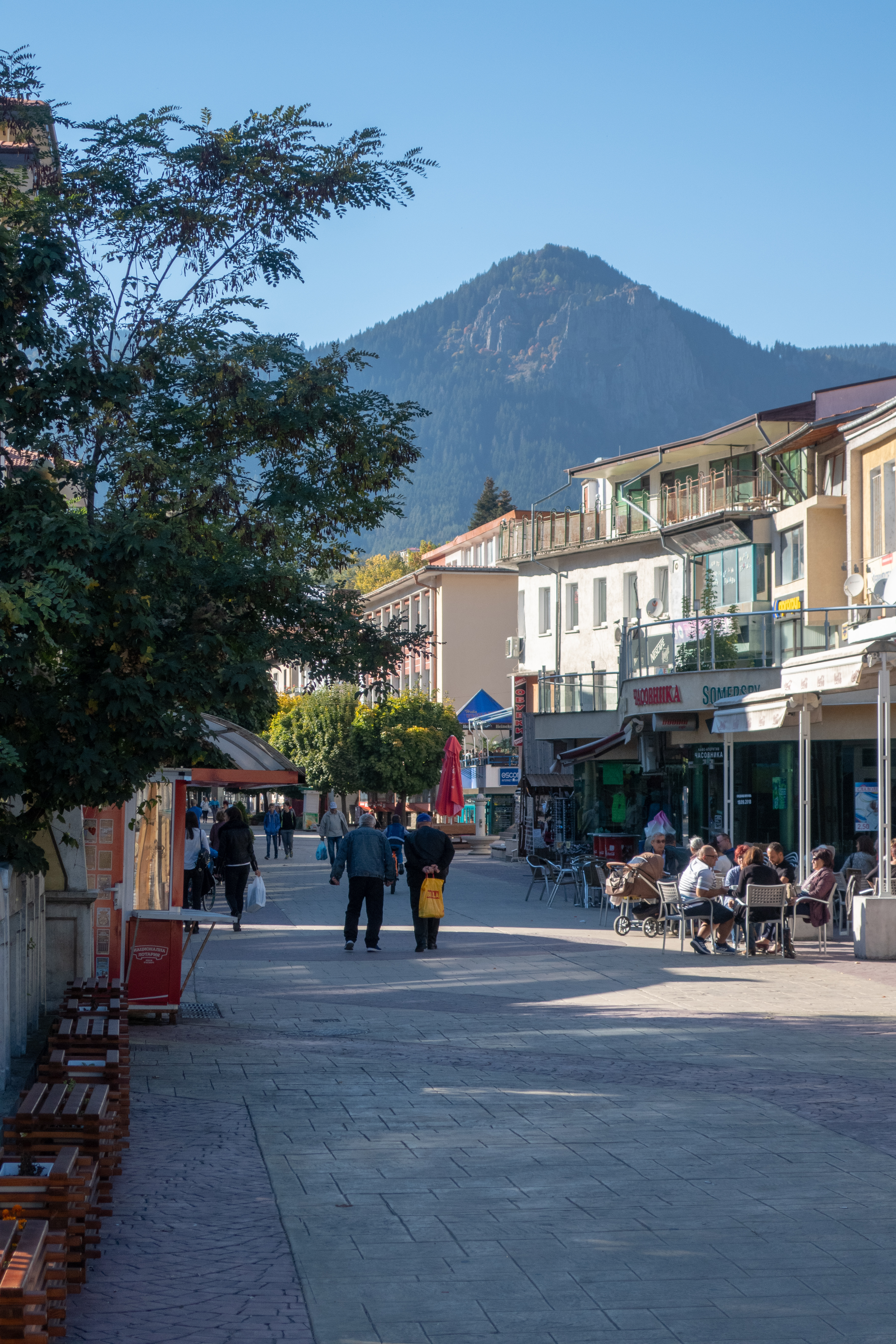
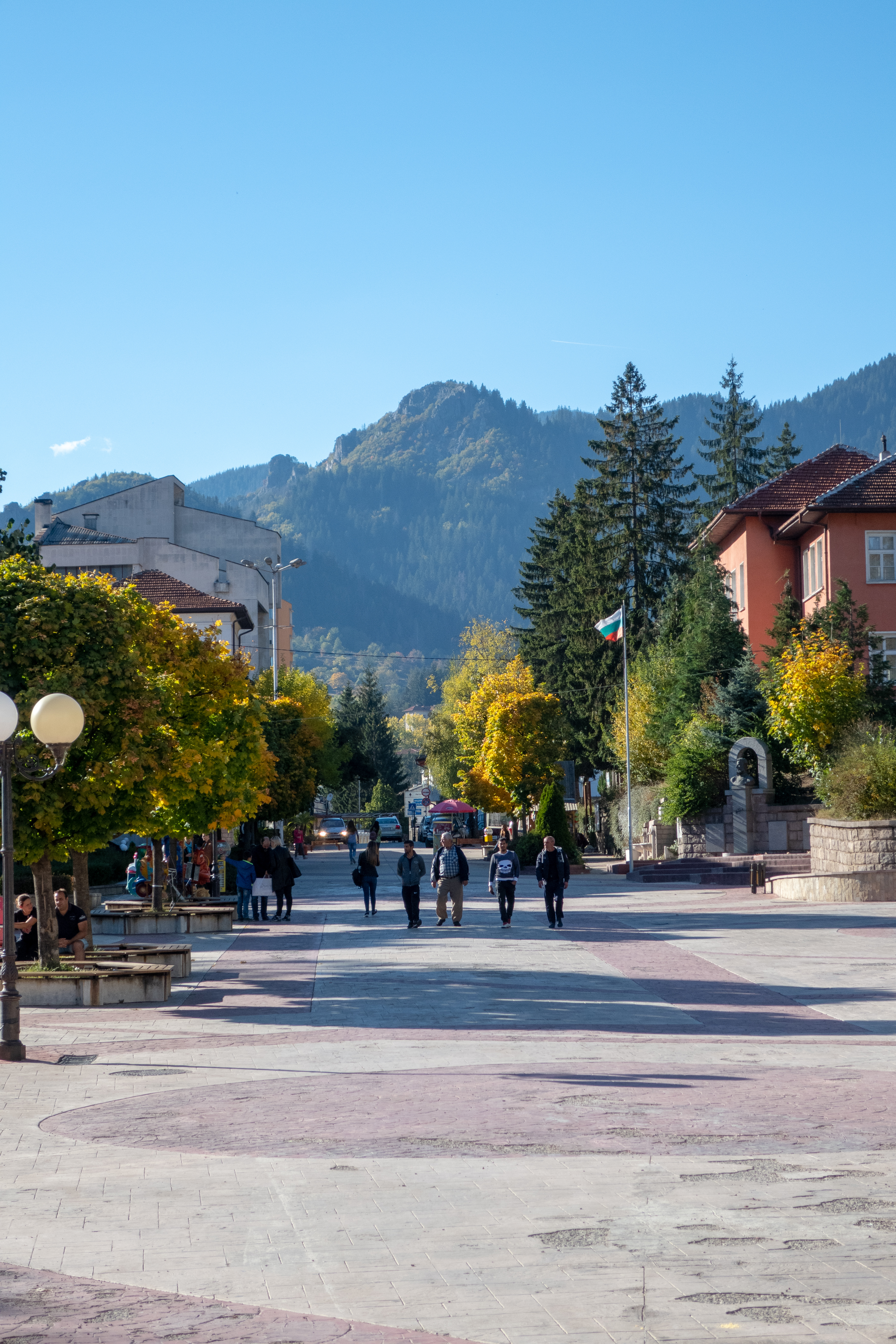
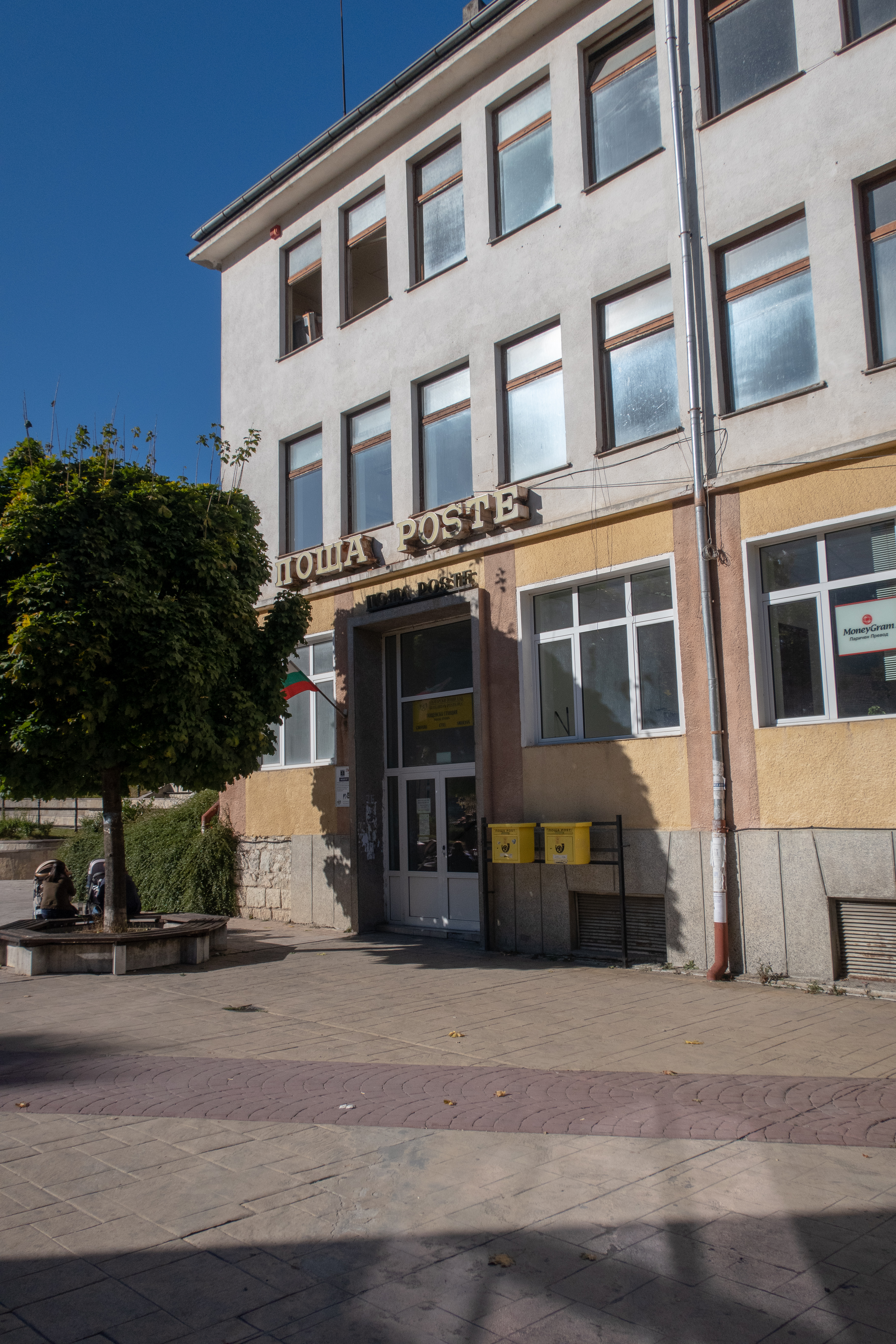

## Карти
- Положение на электронной карте bgmaps.com[недоступне посилання з липня 2019]
- Положение на электронной карте emaps.bg[недоступне посилання з червня 2019]